# Yadukush
Yadukush (nep. यदुकुहा) – gaun wikas samiti w środkowej części Nepalu w strefie Dźanakpur w dystrykcie Dhanusa. Według nepalskiego spisu powszechnego z 2011 roku liczył on 1145 gospodarstw domowych i 6267 mieszkańców (3297 kobiet i 2970 mężczyzn).